# 24734 Kareness
24734 Kareness este un asteroid din centura principală de asteroizi.

## Descriere
24734 Kareness este un asteroid din centura principală de asteroizi. A fost descoperit pe 10 martie 1992 la Siding Spring de Duncan I. Steel. Asteroidul prezintă o orbită caracterizată de o semiaxă mare de 2,67 ua, o excentricitate de 0,16 și o înclinație de 12,0° în raport cu ecliptica.